# Vladímir Sálnikov

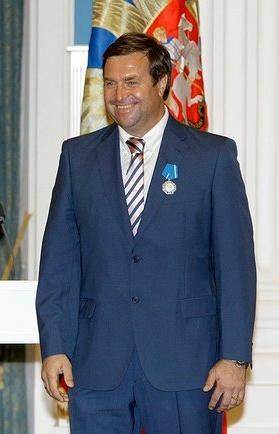
Vladímir Valérievich Sálnikov, 2010

Vladímir Valérievich Sálnikov (21 de mayo de 1960 en Leningrado, actual San Petersburgo) es un nadador ruso retirado especialista en pruebas de larga distancia que compitió represetando a la Unión Soviética. Ganó cuatro medallas de oro olímpicas, cuatro oros en campeonatos mundiales y batió doce récords del mundo en las pruebas de 400, 800 y 1.500 metros libres. En los Juegos de Moscú 1980 ganó tres medallas de oro y se convirtió en el primer hombre en la historia en bajar de los 15 minutos en los 1.500 metros libres. Se le conocía como el "Expreso de Leningrado" y está considerado como uno de los mejores nadadores de la historia.

## Resultados
| Año  | Competición           | Lugar     | Puesto                                      | Marca                              |
| ---- | --------------------- | --------- | ------------------------------------------- | ---------------------------------- |
| 1976 | Juegos Olímpicos      | Montreal  | 5.º en 1500 m                               | 15:29.45                           |
| 1977 | Campeonatos de Europa | Jönköping | 1.º en 1500 m                               | 15:16.45                           |
| 1978 | Campeonatos del Mundo | Berlín    | 1.º en 400 m 1.º en 1500 m 2.º en 4 × 200 m | 3:51.94 15:03.99 7:28.41           |
| 1980 | Juegos Olímpicos      | Moscú     | 1.º en 400 m 1.º en 1500 m 1.º en 4 × 200 m | 3:51.31 (RO) 14:58.27 (RM) 7:23.50 |
| 1981 | Campeonatos de Europa | Split     | 2.º en 400 m 1.º en 1500 m 1.º en 4 × 200 m | 3:51.77 15:09.17 7:24.41           |
| 1982 | Campeonatos del Mundo | Guayaquil | 1.º en 400 m 1.º en 1500 m 2.º en 4 × 200 m | 3:51.30 15:01.77 7:24.91           |
| 1983 | Campeonatos de Europa | Roma      | 1.º en 400 m 1.º en 1500 m                  | 3:49.80 15:08.84                   |
| 1986 | Campeonatos del Mundo | Madrid    | 5.º en 400 m 4.º en 1500 m                  | 3:52.07 15:18.94                   |
| 1988 | Juegos Olímpicos      | Seúl      | 1.º en 1500 m                               | 15:00.40                           |

## Récords del mundo
- 400 metros libres

- 3:51.41 (Potsdam, 06/04/1979)
- 3:51.40 (Moscú, 19/08/1979)
- 3:51.20 (Potsdam, 29/02/1980)
- 3:49.57 (Moscú, 12/03/1982)
- 3:48.32 (Moscú, 19/02/1983)

- 800 metros libres

- 7:56.49 (Minsk, 23/03/1979)
- 7:52.83 (Moscú, 14/02/1982)
- 7:52.33 (Los Ángeles, 14/07/1983)
- 7:50.64 (Moscú, 04/07/1986)

- 1.500 metros libres

- 14:58.27 (Moscú, 22/07/1980)
- 14:56.35 (Moscú, 13/03/1982)
- 14:54.76 (Moscú, 22/02/1983)